# Apollón

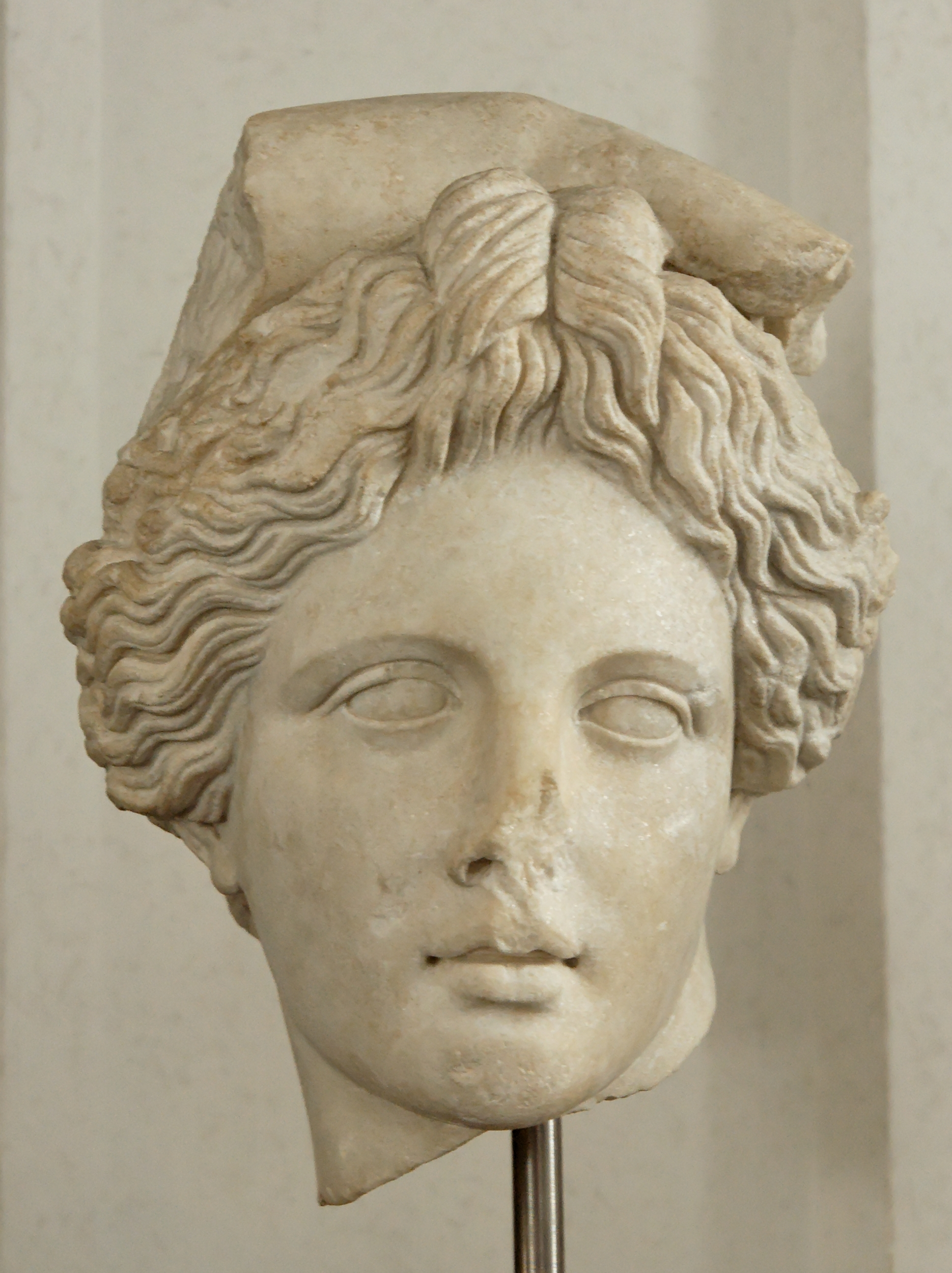
Apollón

Apollón (görögül: Άπόλλων; a rómaiaknál Apollo) a görög mitológiában Zeusz és Létó gyermeke, Artemisz ikertestvére. A költészet, a jóslás, a zene, a tánc, a művészetek, a férfi szépség, a fény, az íjászat és a gyarmatosítás istene. Ő a csordák és nyájak őrzője is. Gyakori jelzője a Phoibosz azaz ragyogó, fénylő. A pestis istene is, és gyakran tisztelték benne a patkányok és a sáskák pusztítóját. Gyakran a halál isteneként is feltűnik, hiszen íjából olyan nyilakat lőtt ki, amelyek pestist és dögvészt hoztak a vidékre. Mégis ő a gyógyítás istene is, aki megtisztította a bűnös lelkeket, ha arra érdemesnek találta az illetőt.
Egyszer Hermész ellopta a marháit, és Apollón rögtön vádolni kezdte. Hermész anyja, Maia nem hitte el hogy a csecsemő Hermész kiment a pólyából a marhákért. Azonban útközben Hermész megölt egy teknőst, ennek a páncéljából készítette a lírát, aminek hangja elvarázsolta Apollónt. Így lett a marhacsorda Hermészé, a líra pedig Apollóné.

## Nevének eredete
A név legkorábbi, valószínűsített előfordulása az Alakszandusz-szerződésben található, hettita nyelven D[...]ap-pa-li-u-na-aš, amelyből az etruszk Apulu névalak is levezethető. Ez a névalak azonban még korábbi keleti mítoszokban is feltűnik. A hurriknál Aplu. A név végső soron Nergalra vezethető vissza, akit a „Fiú” (= aplu, szó szerint „örököse valakinek”) jelzővel is illettek, utalva arra, hogy a főisten, Enlil fia. A trójai mondakörben Laomedón városára küldött pestis szintén Nergalra utal, akinek napisteni összefüggései, a gyilkos meleg és temetetlen holtak által terjesztett pestis alapvető jellemzője. A görög mitológiában Apollón szintén növényi jellegű istenség és a főisten, Zeusz fia. A hettita Apaliunasz esetében nem tudni, hogy a Zeusszal azonosítható Viharisten gyermeke-e, de feltehető.
Maguk a görögök is sok néven említették, ezek közül a legelterjedtebb az Ἀπόλλων (Apollón). A korai dór nyelvemlékekben Απέλλων (Apellón), egy dóriai hegy Απέλλαιος (Apellaiosz) és fontos vallási fesztiváljuk az απελλαι (apellai). A görögök maguk sem tudták a szó eredetét, ezért sajátos etimológiákat gyártottak hozzá: az ἀπόλλυμι (apollümi), azaz „pusztítani” a legáltalánosabb feltevésük. Platón az ἀπόλυσις (apolüszisz, „megváltó”), ἀπόλουσις (apoluszisz, „megtisztítás”) vagy ἁπλοῦν (aplun, „egyszerű”) fogalmakra vezette vissza. Thesszáliában Ἄπλουν (Aplun) volt a neve. Hészükhiosz a dór απέλλα alakból kiindulva a σηκός (székosz, „karám, juhnyáj”) szóval hozta összefüggésbe. Könnyen lehetséges, hogy Makedónia fővárosa, Πέλλα (Pella) neve is Apollón valamelyik nevéből ered.

## Mitológia
A legenda szerint Apollón csak tavasztól őszig tartózkodott az Olümposzon, a tél beálltával hattyúk vontatta szekerén a hüperboreaszok földjére vonult vissza, ahol örök tavasz van. Szent állatai közé tartozik a hattyú emellett a farkas és a delfin is. Neki szentelt növények a pálma, az olajág és a babér. Általában nyíllal és íjjal ábrázolják, mint szépséges ifjú, hajában babérkoszorúval, amely miatt a legenda szerint nem őszült meg soha, és a babér is örökzöld maradt. A líra és a háromlábú jósszék is hozzátartozott Apollón megjelenéséhez.
Az egyik legsokoldalúbb isten megszületése azonban igen bonyolult úton történt. Mint Zeusz és Létó gyermeke, Hérát, Zeusz hitvesét rendkívüli irigység öntötte el, amint megtudta, hogy Létó terhes lett. Bosszúból Héra arra kényszerítette Létót, hogy keresse meg azt a helyet a földön, ahol az ő hatalma nem éri utol a szülés alatt. Az istenek királynője minden szárazföldi és vízi területre kiterjesztette hatalmát. Így Létó elhatározta, hogy Délosz szigetére megy, amely akkoriban nem állt szilárd alapzaton, és gyakran ellepte a víz. Egy lebegő sziget volt, amely nem tartozott sem a szárazföldhöz, sem a tengerhez. Héra bosszúja itt nem érhette utol Létót, és így megszülhette ikreit. Amikor Apollón született a szigetet hattyúraj vette körül, lefedve azt, hogy Héra ne lássa, ezért szentelték neki a hattyúkat. Apollón Déloszt később négy oszlopra helyezte, így a sziget véglegesen stabil lett. Itt állították fel egyik, de korántsem legfontosabb szentélyét.
A múzsák vezetőjének egyik legelső cselekedete volt, hogy megölte a Püthont, amely Püthó városánál élt, és a környék falvait is rettegésben tartotta. A nagy kígyó rendszeresen tönkretette a gabonamezőket és beszennyezte a vidék folyóit és patakjait. Ő őrizte a kasztáliai forrás melletti búvóhelyéről a Szibülla jóshelyét.
Az ifjú istenség nyilaival megölte Püthónt, aki Gaia gyermeke volt, így bűnhődnie kellett tettéért. Kilenc évet kellett lehúznia Admétosz istállójában, mint gulyás. Amikor ezt a büntetést elvégezte, delfin alakjában tért vissza Krétáról Püthóba, és papokat hozott magával. Ezért Püthót átkeresztelték Delphire vagy Delphoira, ahol Apollón egy papnőjét fantasztikus jóstehetséggel áldotta meg, őt Püthiának hívják. Ő lélegezte be a szentély padlóján elterpeszkedő hasadékból feltörő, hallucinációt okozó gőzt, és babérleveleket rágcsálva mormolta el a jövőt. Egy pap állott mindig az átkeresztelt Szibüll mellett, és ő fordította az érthetetlen mormogást. A kétértelmű jóslatokat egy Apollón adományozta háromlábú jósszéken ülve adta meg Püthia.
Mint a legszebb férfi istenség, Apollón igen sok szerelmi szálat kötött mind istenekkel, mind halandókkal. Első nagy szerelme Daphné nimfa lett, aki azonban elutasította szerelmét. Eredetileg Erósz isten büntette meg Apollónt a reménytelen szerelemmel, mivel Apollón kigúnyolta a szerelmet hozó nyilakat kilövő Erósz tudományát az íjászatban, és ráadásul Erószt idegesítette Apollón éneke is. Daphné Ladón folyamisten leánya volt, akit Apollón állandóan üldözött szerelmével. Ez elől Daphné a hegyekbe menekült, ám az epekedő istenség még oda is követte. Bánatában Daphné megkérte Péneiosz folyamistent, hogy segítsen rajta. Az istenség úgy oldotta meg a hercegnő baját, hogy amikor Apollón megközelítette Daphnét, és meg akarta őt ölelni, ahogy kitárta karjait, Daphné babérfává változott. Ezért vált a babér Apollón szent növényévé, és miatta hordott babérkoszorút hajában.
Másik nagy szerelme Küréné nimfa volt, akitől fia is született: Arisztaiosz, aki a jószágok és gyümölcsfák védelmezője lett, valamint a vadászat, a férjezettség és a méhészet istene is. Ő tanította meg az embereket a tej felhasználására, és a hálók és csapdák használatára a vadászatban.
Voltak halandó szerelmei is az istennek, akik közül Hekabé a legismertebb, aki Priamosz trójai király felesége volt. Tőle született Troilosz nevű gyermeke, akivel kapcsolatban Püthia azt jósolta, hogy amíg eléri a húszéves kort, Trója legyőzhetetlen lesz. Ám Akhilleusz lesből rátámadt és megölte az ifjút. Ezért bosszúból a trójai háborúban Apollón vezette Parisz királyfi nyilát Akhilleusz egyetlen sérülékeny pontjába, a sarkába, amitől a hős meg is halt. Apollón Kasszandrába is beleszeretett, aki Hekabé és Priamosz király leánya volt. A hercegnő engedte magát elcsábítani, de cserébe azt kérte Apollóntól, hogy tanítsa meg jósolni. Miután Apollón teljesítette kérését, Kasszandra elutasította az isten szerelmét, így a feldühödött isten elátkozta Kasszandrát azzal, hogy jóslataiban senki sem fog hinni. Aszklépiosz, a gyógyítás istene is Apollón gyermeke volt, akit Korónisz, lapidón hercegnővel nemzett. Mialatt Korónisz terhes volt, szerelmes lett Iszküszbe, Elátosz fiába. Románcukat egy holló árulta el Apollónnak, aki megkérte testvérét, Artemiszt, hogy végezzen Korónisszal. Miután a vadászat istennője teljesítette bátyja kérését, Apollón az égő halotti máglyán fekvő Korónisz testéből kivette a még meg nem született Aszklépioszt, és őt Kheirón gondjaira bízta.
Apollónnak férfi szerelmei is voltak. Az egyik a spártai herceg, Hüakinthosz volt, aki lángra gyújtotta az isten szívét. Ám a hercegbe Zephürosz, a szelek istene is beleszeretett. Egy nap, amikor Apollón és Hüakinthosz diszkoszvetést gyakorolt, Zephürosz 
irigysége miatt rossz szelet küldött az Apollón által eldobott diszkoszra, és az szétroncsolta Hüakinthosz koponyáját. Apollón hiába rendelkezett rendkívüli gyógyerővel, már nem tudta megmenteni kedvese életét. Héraklész leszármazottjába, Küparisszoszba is beleszeretett. Szerelme zálogául Apollón egy őzet ajándékozott Küparisszosznak, amelyet megszelídített az ajándékozott. Ám egyszer gerelyével véletlenül megsebezte a bozót alatt pihenő őzet, amely meghalt. Bánatában kérte Apollónt, hogy örökké könnyezhessen. Apollón megértette szerelme bánatát, és ciprusfává változtatta, amelynek törzséből könnycseppszerű nedv folyik, és ez a fa lett a bánat jelképe.
Ám az isten élete nem csupán a szerelemből állt, és igen kegyetlen volt, ha felhergelték. Így volt ez akkor is, amikor Thébai királynője, a 12 gyermeknek életet adó Niobé gúnyolta Létót, hogy ő csak két gyermeket tudott szülni. Apollón éktelen haragra gerjedt, és lenyilazta Niobé hat fiát, amikor azok sportoltak. Artemisz pedig ugyanakkor levadászta Niobé hat leányát.
Az egyik legtöbb helyen imádott isten tiszteletére rendezték a négy évente megrendezett püthói játékokat, de Delphoion kívül Milétoszban és Déloszon is nagy tiszteletnek örvendett.

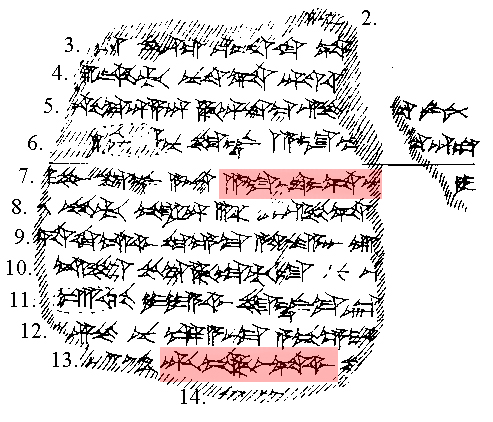
Az Alakszandusz-szerződés egy töredéke (CTH#76B), kiemelve a 7. sorban Alakszandusz és a 13. sorban Apollón neve